# Miranda Aldhouse-Green
Miranda Jane Aldhouse-Green, FSA, FLSW (nascuda Aldhouse; 24 de juliol de 1947) és una acadèmica i arqueòlega britànica. Va ser professora d'Arqueologia a la Universitat de Cardiff de 2006 a 2013. Fins al 2000 va publicar amb els noms Miranda Green o Miranda J. Green.

## Joventut i educació
Es va llicenciar a la Universitat de Cardiff. Va obtenir el seu MLitt a Lady Margaret Hall, a Oxford el 1974, i un doctorat a The Open University el 1981.

## Carrera
Aldhouse-Green va ser membre de la facultat de la Universitat de Gal·les, Newport entre 1993 i 2006, sent nomenada professora d'arqueologia el 1998. Anteriorment va tenir un nomenament als museus de Worthing i Peterborough, i a l'Open University in Wales. Aldhouse-Green va ser membre de la Society of Antiquaries of London (FSA) després de la seva elecció al novembre de 1979. És exvicepresidenta (2002), abans presidenta, de The Prehistoric Society i ha estat inclosa al Who's Who des de 2004.
Els seus interessos de recerca són l'edat del ferro i la cultura romano-britànica, en particular la iconografia gal·loromana i les activitats del sacrifici. Un informe de les Universitats del Regne Unit (EurekaUK, juny de 2006) cita la investigació d'Aldhouse-Green per entendre els celtes com un dels «100 grans descobriments, desenvolupaments i invents» dels acadèmics de tot el Regne Unit, que han transformat el món en els últims 50 anys.

## Vida personal
Aldhouse-Green ha estat casada amb l'arqueòleg Stephen Aldhouse-Green, anteriorment Stephen Green, des de 1970.

## Publicacions seleccionades
- Sussex Archaeological Collections, 1973.
- A corpus of small cult-objects from the military areas of Roman Britain, British Archaeological Reports, British Series, 1978
- Roman Archaeology, Longman, 1984.
- The Gods of the Celts, Sutton, 1986.
- The World of the Druids, Thames, 1992.
- Celtic Myths, British Museum Press, 1993.
- Celtic Goddesses: Warriors, Virgins and Mothers, British Museum Press, 1995.
- Exploring the World of the Druids, Thames and Hudson, 1997.
- Dictionary of Celtic Myth and Legend, Thames and Hudson, 1997.
- Celtic Art; Symbols and Imagery, Sterling, 1997.
- «Vessels of Death», Antiquaries Journal 78 (1998): 63–84.
- Pilgrims in Stone, British Archaeological Reports, International Series, 1999.
- Dying for the Gods: Human Sacrifice in Iron Age and Roman Europe, Tempus, 2001.[9]
- The Gods of Roman Britain, Shire Publications, 2003.
- The Celts, Weiderfeld and Nicolson, 2004.
- Gwent in Prehistory and Early History, University of Wales Press, 2004.
- An Archaeology of Images, Routledge, 2004.
- The Quest for the Shaman: Shape-Shifters, Sorcerers And Spirit Healers of Ancient Europe, Thames & Hudson, 2005 (amb Stephen Aldhouse-Green).
- Boudicca Britannia, Pearson Longman, 2006.
- Bog Bodies Uncovered, Thames and Hudson, 2015.